# Samuel West
Samuel Alexander Joseph West (ur. 19 czerwca 1966 w Hammersmith w dzielnicy Londynu) – brytyjski aktor filmowy, teatralny i telewizyjny, występował w roli Leonarda Basta w adaptacji powieści autorstwa Edwarda Morgana Forstera Powrót do Howards End w reżyserii Jamesa Ivory’ego, za którą zdobył nominację do Nagrody Brytyjskiej Akademii Filmowej dla najlepszego aktora drugoplanowego.

## Filmografia

### Filmy fabularne
- 1992: Powrót do Howards End (Howards End) jako Leonard Bast
- 1995: Carrington jako Gerald Brenan
- 1999: Notting Hill jako Co-Star Anny
- 2000: Chleb i róże (Bread and Roses) w roli siebie samego (cameo)
- 2001: Iris jako młody Maurice
- 2003: 101 dalmatyńczyków II. Londyńska przygoda jako Pongo (głos)
- 2004: Van Helsing jako dr Wiktor Frankenstein
- 2004: Pierścień Nibelungów (Ring of the Nibelungs, TV) jako król Gunther
- 2009: Schweitzer jako Phil Figgis
- 2012: Weekend z królem (Hyde Park on Hudson) jako Jerzy VI Windsor
- 2014: Klub dla wybrańców (The Riot Club) jako Tutor

### Seriale TV
- 1989: Książę Kaspian (The Voyage of the Dawn Treader) jako książę Kaspian
- 1993: Dimensions in Time jako Cyrian
- 2000: Długość geograficzna (Longitude) jako Nevil Maskelyne
- 2002: Budząc zmarłych (Waking the Dead) jako Thomas Rice
- 2004: Detektyw Foyle (Foyle's War) jako porucznik pułkownik James Wintringham
- 2006: Sprawy inspektora Lynleya (The Inspector Lynley Mysteries) jako Tony Wainwright
- 2007: Morderstwa w Midsomer (Midsomer Murders) jako Jeremy Thacker
- 2009: Nowe triki (New Tricks) jako David Fleeting
- 2009: Poirot jako dr Constantine
- 2020: Wszystkie stworzenia duże i małe (serial 2020)